# Перну, Режин
Режин Перну (фр. Régine Pernoud) (17 июня 1909 — 22 апреля 1998, Париж) — французский историк-медиевист, писательница, основатель (1974) исследовательского центра Жанны д’Арк в Орлеане. Написала более 20 книг по истории Средневековья.

## Биография
В 1929 году окончила университет в Марселе со степенью бакалавра по литературе, а в 1933 году получила степень доктора филологических наук в Национальной школе хартий и Школе Лувра. Куратор музея в Реймсе (1947), Музея истории Франции (1949), главный куратор Национального архива и Центра Жанны д’Арк в Орлеане, который она основала в 1974 году по предложению Андре Мальро. Работу совмещала с занятиями научными исследованиями в области истории средних веков. Преподавала историю средневековой культуры в Университете Экса.

## Работы
- 1946: Lumière du Moyen Age
- 1953: Vie et mort de Jeanne d’Arc
- 1957: Les Gaulois
- 1959: Jeanne d’Arc
- 1959 Les Croisés
- 1960: Les Croisades
- 1960: Histoire de la bourgeoisie en France
- 1962: Jeanne d’Arc par elle-même et par ses témoins
- 1965: Aliénor d’Aquitaine
- 1969: 8 mai 1429. La libération d’Orléans
- 1970: Jeanne devant les Cauchons
- 1970: Héloise et Abélard
- 1972: La Reine Blanche
- 1974: Les Templiers
- 1977: Pour en finir avec le Moyen Age
- 1977: Les Hommes de la Croisade
- 1980: Sources et clefs de l’art roman (в соавторстве с Madeleine Pernoud)
- 1981: Jeanne d’Arc
- 1982: Le Tour de France médiéval (в соавторстве с Georges Pernoud)
- 1983: La Femme au temps des cathédrales
- 1983: Le Moyen Age raconté à mes neveux
- 1984: Les saints au Moyen Age
- 1986: Jeanne d’Arc
- 1988: Richard Coeur de Lion
- 1990: Le Moyen Age pour quoi faire?